# اوژن مورل
اوژن آلفونس مورِل (به فرانسوی: Eugène Alphonse Morel) زادهٔ ۲۱ ژوئن ۱۸۶۹، درگذشته ۲۳ مارس ۱۹۳۴، کتابدار و نویسنده فرانسوی است.

## زندگی‌نامه
اوژن مورل پس از فارغ‌التحصیلی در رشته حقوق، از کار وکالت صرفنظر کرد و در ۱۸۹۲ به استخدام کتابخانه ملی فرانسه درآمد. او نویسندهٔ چندین رمان و نمایشنامه است. در ۱۹۰۶، در تأسیس انجمن کتابداران فرانسه مشارکت داشت و در ۱۹۱۸ به ریاست آن برگزیده شد. او از طرفداران ایدهٔ دسترسی رایگان عموم به کتابخانه‌ها بود. از جمله کارهای بزرگ مورل می‌توان اقدام به تأسیس نخستین کتابخانهٔ عمومی و برگزیدن رده‌بندی دهدهی دیوئی برای اول بار برای کتابخانهٔ شهر لوالوآ-پره نام برد.

## آثار
· (L'Ignorance acquise (1889
· (Artificielle (1895
· (Les Morfondus (1898
· (Les Boers (1899
· (Petits Français (1890
· (La Rouille du sabre (1897
· (Terre promise (1898
· (La Prisonnière (1900
· Stella, pièce en 4 actes, avec Jules Case, Paris, Théâtre de la Renaissance, 25 janvier 1902
· La Dernière Torture, drame en 1 acte, avec André de Lorde, Paris, Grand-Guignol, 2 décembre 1904
· Terre d'épouvante, pièce en trois actes, avec André de Lorde, Paris, Théâtre Antoine, 17 octobre 1907
· L'Innocent, comédie en 1 acte, avec André de Lorde, Paris, Théâtre Antoine, 1909
· L'Enfant mort, drame en deux actes et trois tableaux, avec André de Lorde, Paris, Grand-Guignol, 17 mars 1917
· (Dans les dunes, pièce en 1 acte, avec André de Lorde, (1930